# Virus respiratorio sinciziale umano
Il virus respiratorio sinciziale umano (in lingua inglese: human respiratory syncytial virus, sigla hRSV) è un virus dell'ordine Mononegavirales, famiglia Pneumoviridae, Genere Orthopneumovirus. La variante umana del virus è l'agente eziologico più importante di infezioni delle basse vie respiratorie nell'infanzia, come bronchiolite e polmonite.

## Proprietà del virus
Il virus respiratorio sinciziale umano (hRSV) ha un genoma costituito da RNA a singolo filamento negativo. La particella infettiva ha forma eterogenea riconducibile essenzialmente e due morfologie principali; una forma rotonda o reniforme del diametro di 150-250 nm, e una forma filamentosa di lunghezza fino a 10 μm. Il virione possiede un rivestimento lipidico sensibile all'etere, e un nucleocapside a simmetria elicoidale che ha uno spessore di 12-15 nm, inferiore a quello degli altri Paramyxoviridae. In colture di cellule umane il hRSV provoca la comparsa di sincizi (cellule pseudo-giganti). Anche altri Paramyxoviridae (ad es. morbillivirus, virus della parotite) formano sincizi nelle colture di cellule umane; ma, a differenza di questi, il virus respiratorio sinciziale è l'unico a non possedere emoagglutinine.
Per mezzo di anticorpi monoclonali sono stati descritti due gruppi antigenici di virus respiratorio sinciziale, i gruppi A e B, in base alle differenze nella glicoproteina G presente sul capside virale; la glicoproteina G media l'adesione del virus alle cellule ospite. Le infezioni dovute a ceppi del sottogruppo A appaiono più severe. le differenze antigeniche sono dovute a differenze del virione.
L'immunità acquisita dopo una infezione da hRSV è incompleta e di breve durata. L'infezione con RSV di adulti volontari ha dimostrato che la reinfezione si verifica facilmente anche nei volontari che, dalla inoculazione del virus, avevano livelli di anticorpi neutralizzanti da moderati ad alti. Pertanto, bronchioliti e polmoniti hRSV sono frequenti nei lattanti fino all'età di 3-4 mesi, nonostante la possibile presenza in circolo di livelli elevati di anticorpi anti-hRSV di origine materna trasmessi col latte.